# Rote Raben Vilsbiburg 2015-2016
Questa voce raccoglie le informazioni riguardanti il Rote Raben Vilsbiburg nelle competizioni ufficiali della stagione 2015-2016.

## Organigramma societario
Area direttiva
- Presidente: André Wehnert

Area tecnica
- Allenatore: Jonas Kronseder
- Allenatore in seconda: Marco Geiger, Ronny Johansson
- Scout man: Konstantin Bitter

Area sanitaria
- Medico: Karl Attenberger, Rüdiger Meesters, Gudrun Mendler
- Fisioterapista: Anton Brandmeier, Florian Krämer, Alexa Sander

## Rosa
| N° | Nome               | Ruolo | Data di nascita   | Nazionalità sportiva |
| -- | ------------------ | ----- | ----------------- | -------------------- |
| 1  | Emani Sims         | C     | 28 aprile 1992    | Stati Uniti          |
| 2  | Tess von Piekartz  | P     | 24 luglio 1992    | Paesi Bassi          |
| 3  | Kirsten Knip       | L     | 14 settembre 1992 | Paesi Bassi          |
| 4  | Nikol Sajdová      | C     | 20 luglio 1988    | Rep. Ceca            |
| 5  | Quirine Oosterveld | S     | 5 marzo 1990      | Paesi Bassi          |
| 6  | Srna Marković      | S     | 6 giugno 1996     | Austria              |
| 7  | Barbara Wezorke    | C     | 12 aprile 1993    | Germania             |
| 8  | Matea Magdić       | S/O   | 16 novembre 1991  | Croazia              |
| 9  | Roslandy Acosta    | S/O   | 25 febbraio 1992  | Venezuela            |
| 11 | Liana Mesa         | S     | 26 dicembre 1977  | Cuba                 |
| 12 | Isabelle Liebchen  | L     | 3 ottobre 1996    | Germania             |
| 14 | Lena Stigrot       | S     | 21 dicembre 1994  | Germania             |
| 15 | Mona Elwassimy     | P     | 7 febbraio 1990   | Germania             |
| 17 | Lucille Charuk     | C     | 13 agosto 1989    | Canada               |